# 土崎郵便局
土崎郵便局（つちざきゆうびんきょく）は秋田県秋田市土崎港中央にある郵便局。民営化前の分類では集配普通郵便局であった（現在は集配機能を廃止）。

## 概要
住所：〒011-0946 秋田県秋田市土崎港中央3-6-10

### 分室
分室はなし。過去に存在した分室は以下のとおり。
- 保険分室 - 1953年（昭和28年）に廃止。

## 沿革
- 1872年8月4日（明治5年7月1日） - 土崎湊町小鴨町に土崎湊（つちざきみなと）郵便取扱所として開設[1]。
- 1875年（明治8年）1月1日 - 土崎湊郵便局（五等）となる[2]。
- 1880年（明治13年）1月 - 為替取扱を開始[1]。
- 1881年（明治14年）- 貯金取扱を開始[3]。
- 1886年（明治19年）1月30日 - 下酒田町に移転[3]。
- 1890年（明治23年）1月16日 - 土崎湊郵便電信局となる[4]。
- 1891年（明治24年）4月16日 - 電信為替取扱を開始[5]。
- 1892年（明治25年）12月16日 - 欧文電報および欧字又はアラビア数字入り和文電報の取扱を開始[6]。
- 1893年（明治26年）3月1日 - 小包郵便取扱を開始[7]。
- 1903年（明治36年）4月1日 - 通信官署官制の施行に伴い土崎湊郵便局となる。
- 1904年（明治37年）4月1日 - 土崎郵便局に改称[8]。
- 1906年（明治39年）5月 - 等級を特定三等に改定[3]。
- 1907年（明治40年）10月5日 - 特設電話加入申込の受理を開始[9]。
- 1908年（明治41年）2月6日 - 電話交換業務および電話通話事務並びに電話加入者の託送電報取扱を開始[10]。加入数47名[3]。同時に秋田と能代が市外通話区域となる[11]。
- 1916年（大正5年）
  - 4月1日 - 府県税納入振替貯金特別取扱を開始[12]。
  - 10月1日 - 簡易生命保険取扱を開始。
- 1920年（大正9年）10月1日 - 特設電話を普通電話に変更[13]。
- 1926年（大正15年）10月1日 - 郵便年金取扱を開始。
- 1941年（昭和16年）
  - 2月1日 - 官制改正により特定郵便局となる。
  - 3月1日 - 特定郵便局から普通郵便局に局種別改定[14]。
  - 6月10日 - 秋田市土崎港町大字下酒田町に保険分室を設置[15]。
- 1943年（昭和18年）11月21日 - 土崎菻町郵便局の電信事務休止に伴い、その業務を承継する[16]。
- 1949年（昭和24年）6月1日 - 逓信省が郵政省と電気通信省に分割するのに伴って、土崎郵便局と土崎電報電話局に分割[17]。
- 1953年（昭和28年）
  - 1月23日 - 電報電話局舎新築落成により、併設されていた土崎電報電話局が移転。
  - 4月1日 - 保険分室を廃止[18]。
- 1956年（昭和31年）9月1日 - 電話通話および和文電報受付事務の取扱を開始。
- 1958年（昭和33年）9月 - 秋田市土崎港下酒田町23から、同市土崎港新柳町愛宕通り61に局舎を新築、移転。
- 1968年（昭和43年）8月1日 - 住居表示実施に伴い、住所が秋田市土崎港南二丁目4-28[19]となる。
- 1984年（昭和59年）10月15日 - 秋田市土崎港南二丁目4-28から、同市土崎港中央三丁目6-10に局舎を新築、移転[20]。
- 2000年（平成12年）8月14日 - 外国通貨の両替および旅行小切手の売買に関する業務取扱を開始[21]。
- 2007年（平成19年）
  - 3月5日 - 民営化に先立ち、郵便事業の支店の前身となる、統括センター設置局となる（ただし、配下の配達センターはなし）。
  - 10月1日 - 民営化に伴い、併設された郵便事業土崎支店に一部業務を移管。
- 2012年（平成24年）10月1日 - 日本郵便株式会社の発足に伴い、郵便事業土崎支店を土崎郵便局に統合。
- 2019年（令和元年）5月13日 - 集配業務を秋田中央郵便局に移管。これに伴いゆうゆう窓口を廃止[22]。
- 2020年（令和2年）
  - 3月30日 - 県内初のはこぽすを設置[23]。
  - 12月30日 - この日をもって、外貨両替取扱を終了。
- 2021年（令和3年）10月1日 - 郵便窓口の営業時間を短縮（平日09:00～19:00→09:00～17:00）。
- 2024年（令和6年）3月31日 - この日をもって、国際送金業務の取扱いを終了[24]。

## 取扱内容
- 郵便、印紙、ゆうパック、チルドゆうパック、内容証明、国際郵便
- 貯金、為替、振替、振込、国債、投資信託、確定拠出年金、財形定額貯金
- 生命保険、バイク自賠責保険、自動車保険、がん保険、引受条件緩和型医療保険、変額年金保険
- ゆうちょ銀行ATM

## 周辺
- JR東日本奥羽本線土崎駅
- 秋田市北部市民サービスセンター
- 土崎みなと歴史伝承館
- セリオン（タワー）
- JR東日本 秋田総合車両センター
- 陸上自衛隊秋田駐屯地
- 秋田臨港警察署
- 国道7号
- 秋田銀行土崎支店・将軍野支店
- 北都銀行土崎支店・高清水支店・将軍野支店・土崎南支店
- 秋田信用金庫土崎支店
- 医療法人正和会五十嵐記念病院

## アクセス
- JR奥羽本線 土崎駅から徒歩約8分
- 秋田中央交通バス 土崎郵便局前停留所下車
- 秋田自動車道 秋田北ICから南西へ約5km
- 駐車場あり：31台